# Vladimír Michálek
Vladimír Michálek (ur. 2 listopada 1956 w Mladej Boleslavi) – czeski reżyser i scenarzysta filmowy.
Studia na FAMU ukończył w 1992. Podczas studiów realizował filmy dokumentalne. W pełnym metrażu debiutował w 1994 Ameryką, adaptacją niedokończonej powieści Franza Kafki o tym samym tytule. W dorobku ma także inne filmy powstałe w oparciu o utwory literackie. I tak Zapomniane światło nawiązuje do prozy Jakuba Demla, scenariusz Anděl Exit powstał we współpracy z pisarzem Jáchymem Topolem, a O rodzicach i dzieciach to ekranizacja noweli Emila Hakla.
W 1998 zrealizował w polskiej obsadzie (Bogusław Linda, Olaf Lubaszenko) Zabić Sekala, dramat rozgrywający się w realiach II wojny światowej. Pracuje dla telewizji.

## Filmografia
- Ameryka (Amerika 1994)
- Zapomniane światło (Zapomenuté světlo 1996)
- Zabić Sekala (Je třeba zabít Sekala 1998)
- Anděl Exit (2000)
- Babie lato (Babí léto 2001)
- O rodzicach i dzieciach (O rodičích a dětech 2008)